# Rouillac, Charente

Rouillac este o comună în departamentul Charente, Franța. În 1 ianuarie 2018 avea o populație de 1.923 de locuitori.